# Yuki Nogami
Yuki Nogami (野上 結貴 Nogami Yuki?), född 20 april 1991 i Tokyo prefektur, är en japansk fotbollsspelare.
Nogami började sin karriär 2012 i Yokohama FC. Han spelade 130 ligamatcher för klubben. 2016 flyttade han till Sanfrecce Hiroshima.